# Парламентские выборы в Таджикистане (2010)
Парламентские выборы в Таджикистане — выборы в нижнюю палату Парламента Таджикистана (Маджлиси намояндагон), прошли 28 февраля 2010 года. Они стали четвертыми парламентскими выборами в истории независимого Таджикистана.

## История
- Выборы проводились по партийным спискам (22 места) и по одномандатным округам (41 место). Всего в выборах участвовало 8 партий[1].

- Народно-демократическая партия Таджикистана Президента Эмомали Рахмона одержала победу[2].

## Результаты
Явка избирателей составила 85,2 %.
По результатам голосования по партийным спискам голоса распределились так:
1. Народно-демократическая партия Таджикистана — 71,69 %
2. Партия исламского возрождения Таджикистана — 7,74 %
3. Коммунистическая партия Таджикистана — 7,22 %
4. Партия экономических реформ Таджикистана — 5,1 %
5. Аграрная партия Таджикистана — 5,09 %
6. Демократическая партия — 0,84 % (не преодолела барьер)
7. Социал-демократическая партия Таджикистана — 0,72 % (не преодолела барьер)
8. Социалистическая партия Таджикистана — 0,47 % (не преодолела барьер)

## Реакция
- Миссия наблюдателей ОБСЕ сочла, что выборы «не соответствовали многим ключевым обязательствам ОБСЕ, содержащимся в Копенгагенском документе ОБСЕ 1990 г., и другим международным стандартам демократических выборов»[4].